# Saint-Meslin-du-Bosc
Saint-Meslin-du-Bosc är en kommun i departementet Eure i regionen Normandie i norra Frankrike. Kommunen ligger i kantonen Amfreville-la-Campagne som tillhör arrondissementet Bernay. År 2022 hade Saint-Meslin-du-Bosc 308 invånare.

## Befolkningsutveckling
Antalet invånare i kommunen Saint-Meslin-du-Bosc
Referens:INSEE